# ایزابلا کلبران

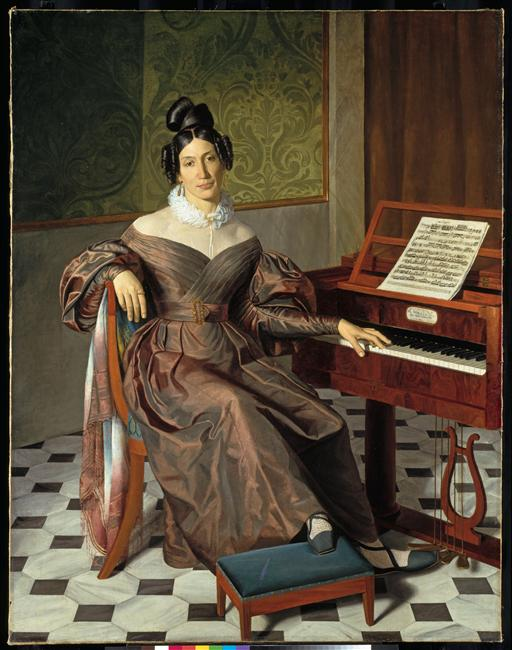
نقاشی پرتره از ایسابلا کلبران، اثرِ «یوهان باپتیست رایتر»، حوالی سال ۱۸۳۵ میلادی

ایزابلا کُلبران (اسپانیایی: Isabella Colbran‎؛ ۲ فوریه ۱۷۸۵ – ۷ اکتبر ۱۸۴۵) خواننده سوپرانو و متزوسوپرانوی اپرا و همچنین آهنگساز اهل اسپانیا بود.
بسیاری از منابع او را یک «سوپرانو کولوراتورای دراماتیک» نامیده‌اند؛ اما برخی منابع دیگر، وی را یک «سوپرانو سفوگاتو» (یک متزوسوپرانو با تمایل به سمت فرکانس بالا) دانسته‌اند.
کُلبران در مادرید چشم به جهان گشود و نام کوچکش در زبان اسپانیایی «ایسابلا» تلفظ می‌شود. وی فنون خوانندگی و آواز را در پاریس، نزد آهنگساز و خوانندهٔ شهیر ایتالیایی جیرولامو کرشنتینی فرا گرفت و بابت صدایش، تا سن ۲۰ سالگی در سرتاسرِ قارهٔ اروپا شهرت یافت. سپس به شهر ناپل رفت که در قرن هجده و نوزده میلادی، قطب موسیقی اروپا محسوب می‌شد و به تئاتر سان کارلو پیوست. این اپراخانهٔ مشهور، در دوره بوربون‌ها ساخته شده بود و پذیرای هنرمندان مستعد و بزرگی همچون فارینلی بود. کُلبران خوانندهٔ اولِ تئاتر سان کارلو شد و علاوه بر مردم عادی، کارل ششم هم از جمله تحسین‌کنندگانِ هنر و صدای وی بود.
ایزابلا کُلبران با آهنگساز برجستهٔ ایتالیایی جواکینو روسینی همکاری نزدیکی داشت و در تاریخ ۲۲ مارس ۱۸۲۲ با او ازدواج کرد.